# ユンタ
ユンタは、沖縄県の八重山列島に伝わる民謡の形式のひとつで、男女が交互に歌う労働歌である。

## 概要
ユンタという名称は、「詠み歌」または「結い歌」が転訛したものとされる。農作業、造船、新築等の共同作業や、豊年祭、節祭、種取り祭等の祭事で歌われ、農作業の場合には、かつては歌う曲や題材が、一日の作業に合わせて決まっていたという。作業中に歌われるものであるため、本来、楽器による伴奏はつかない。ただし、祭事で歌う際にはドラ、太鼓、鉦等を伴うこともある。また、沖縄本島から三線が伝わると、伴奏に用いられるようになった。
八重山諸島にはユンタの他にジラバと呼ばれる労働歌もある。ユンタはジラバに比べると主題が多彩で数も多いが、音楽的には両者はほぼ同様のものとされる歌数も多い。

## 音楽的特徴
緩急2種の旋律からなる2部立ての歌である。緩やかな部分は「本声」、「本句」、「ながみ」等と、速い部分は「裏声」、「とぅーしぃ」、「はやみ」等と呼ばれる。
本来は2つの集団が交互に歌う交互唱で、歌の前半と後半で交替するもの、節ごとに交替するもの、歌い手とはやし手に分かれ交替せずに歌うもの等がある。

## 著名な歌
著名なユンタとしては、「安里屋ユンタ」がある。また、他に名蔵アンパルに棲むカニを題材とした「アンパルヌミダガーマユンタ」（網張ぬ目高蟹ユンタ）や、在番（首里王府から派遣された役人）の妾にされた人妻がその境遇を猫に例えて歌った「マヤユンタ」（猫ユンタ）等が知られている。